# Rupeliense
| Era Eratema | Periodo Sistema | Época Serie | Edad Piso                | Inicio, en millones de años |
| ----------- | --------------- | ----------- | ------------------------ | --------------------------- |
| Cenozoico   | Cuaternario     | Cuaternario | Cuaternario              | 2,588                       |
| Cenozoico   | Neógeno         | Neógeno     | Neógeno                  | 23,04                       |
| Cenozoico   | Paleógeno       | Oligoceno   | Chattiense Chattiano     | 27,3                        |
| Cenozoico   | Paleógeno       | Oligoceno   | Rupeliense Rupeliano     | 33,9                        |
| Cenozoico   | Paleógeno       | Eoceno      | Priaboniense Priaboniano | 37,71                       |
| Cenozoico   | Paleógeno       | Eoceno      | Bartoniense Bartoniano   | 41,03                       |
| Cenozoico   | Paleógeno       | Eoceno      | Luteciense Lutetiano     | 48,07                       |
| Cenozoico   | Paleógeno       | Eoceno      | Ypresiense Ypresiano     | 56,00                       |
| Cenozoico   | Paleógeno       | Paleoceno   | Thanetiense Thanetiano   | 59,24                       |
| Cenozoico   | Paleógeno       | Paleoceno   | Selandiense Selandiano   | 61,66                       |
| Cenozoico   | Paleógeno       | Paleoceno   | Daniense Daniano         | 66,0                        |

El Rupeliense o Rupeliano es el primer piso y edad del Oligoceno en la escala temporal geológica. Sucede al Priaboniense (último piso del Eoceno) y precede al Chattiense. Se inició hace unos 33,9 millones de años y terminó hace unos 27,3 millones de años.
El nombre Rupeliense se introdujo en la literatura científica por el geólogo belga André Hubert Dumont en 1849. El piso lleva el nombre del pequeño río Rupel de Bélgica, un afluente del Escalda.

## Sección estratotipo y punto de límite global
La sección estratotipo y punto de límite global (GSSP) para la base del Rupeliense se encuentra en la sección de Massignano, cerca de Ancona (Italia). Se caracteriza por la última aparición de los foraminíferos Hantkenina y Cribrohantkenina, dentro de las zonas de nanoplancton calcáreo NP21 y CP16a y dentro del cron de polaridad magnética inversa 13R1. El GSSP fue aprobado por la Comisión Internacional de Estratigrafía y ratificado por la Unión Internacional de Ciencias Geológicas en 1992.
El techo del Rupeliense se define por el GSSP de la base del Chattiense, que se caracteriza por  la mayor abundancia del foraminífero planctónico Chiloguembelina cubensis, en la base de la zona 05 de foraminíferos planctónicos, con la parte superior de la zona NP24 de nanoplancton calcáreo y con la base del cron C9n.

## Correlaciones
El Rupeliense es coetáneo con pisos y biozonas utilizados regionalmente para las zonas de mamíferos del Paleógeno (MP) desde MP21 hasta parte de MP25.
- Suramérica: Mustersense y Tinguiririquense.
- Europa: parte superior del Headoniense, Sureviense y parte inferior del Averniense.
- Asia: parte inferior del Hsandgoliense.
- Australia: parte superior del Aldingense y parte inferior del Janjukiense.
  - California: alto Refugiense y bajo Zemorriense.
  - Kiscelliense inferior del Paratetis en Europa Central y Oriental.
  - Otras alternativas regionales incluyen: Stampinse, Tongriense, Latdorfiense y Vicksburginse